# Ряховціте
Ря́ховціте (болг. Ряховците) — село в Габровській області Болгарії. Входить до складу общини Севлієво.

## Населення
За даними перепису населення 2011 року у селі проживали 1365 осіб.
Національний склад населення села:
| Національність   | Кількість осіб | Відсоток |
| ---------------- | -------------- | -------- |
| турки            | 1009           | 76,0%    |
| болгари          | 312            | 23,5%    |
| інша             | 0              | 0%       |
| Всього відповіли | 1327           |          |

Розподіл населення за віком у 2011 році:
Динаміка населення: